# Edmund Henry Pendleton
Edmund Henry Pendleton (* 1788 in Savannah, Georgia; † 25. Februar 1862 in New York City) war ein US-amerikanischer Jurist und Politiker. Zwischen 1831 und 1833 vertrat er den Bundesstaat New York im US-Repräsentantenhaus.

## Werdegang
Edmund Henry Pendleton wurde ungefähr fünf Jahre nach dem Ende des Unabhängigkeitskrieges in Savannah geboren. Er erhielt eine liberale Schulbildung. Pendleton studierte Jura. Nach dem Erhalt seiner Zulassung als Anwalt praktizierte er mehrere Jahre in Hyde Park. Zwischen 1830 und 1840 war er Bezirksrichter in Dutchess County. Politisch gehörte er der Jacksonian-Fraktion an. Bei den Kongresswahlen des Jahres 1830 wurde er im fünften Wahlbezirk von New York in das US-Repräsentantenhaus in Washington, D.C. gewählt, wo er am 4. März 1831 die Nachfolge von Abraham Bockee antrat. Pendleton schied nach dem 3. März 1833 aus dem Kongress aus. Er starb während des Bürgerkrieges am 25. Februar 1862 in New York City und wurde auf dem St. James' Churchyard in Hyde Park beigesetzt.